# Enemies, A Love Story (film)
Enemies, A Love Story is een Amerikaanse film van Paul Mazursky die werd uitgebracht in 1989.
Deze tragikomedie is gebaseerd op de gelijknamige roman van Isaac Bashevis Singer die in 1966 oorspronkelijk eerst in het Jiddisch verscheen.

## Verhaal
New York, 1949. Herman Broder heeft als enig lid van zijn Pools-Joodse familie de Holocaust overleefd. Na de Tweede Wereldoorlog emigreert hij naar New York. Hij treedt er in het huwelijk met Yadwiga, zijn Poolse niet-Joodse dienstmeid die hem tijdens de oorlog had verstopt op een hooizolder. Hij beleeft ook een passionele liefdesrelatie met de sensuele Masha, een jonge vrouw die eveneens de Holocaust heeft overleefd. 
Zijn leven wordt nog ingewikkelder wanneer Tamara, zijn eerste Poolse vrouw van wie hij dacht dat ze in een concentratiekamp omgekomen was, weer opduikt.

## Rolverdeling
| Acteur                | Personage        |
| --------------------- | ---------------- |
| Ron Silver            | Herman Broder    |
| Anjelica Huston       | Tamara Broder    |
| Lena Olin             | Masha            |
| Margaret Sophie Stein | Yadwiga          |
| Alan King             | Rabbi Lembeck    |
| Judith Malina         | Masha's moeder   |
| Elya Baskin           | Yasha Kobik      |
| Paul Mazursky         | Leon Tortshiner  |
| Phil Leeds            | Pesheles         |
| Rita Karin            | mevrouw Schreier |
| Zypora Spaisman       | Sheva Haddas     |